# Hospitalkirche (Königsbrück)

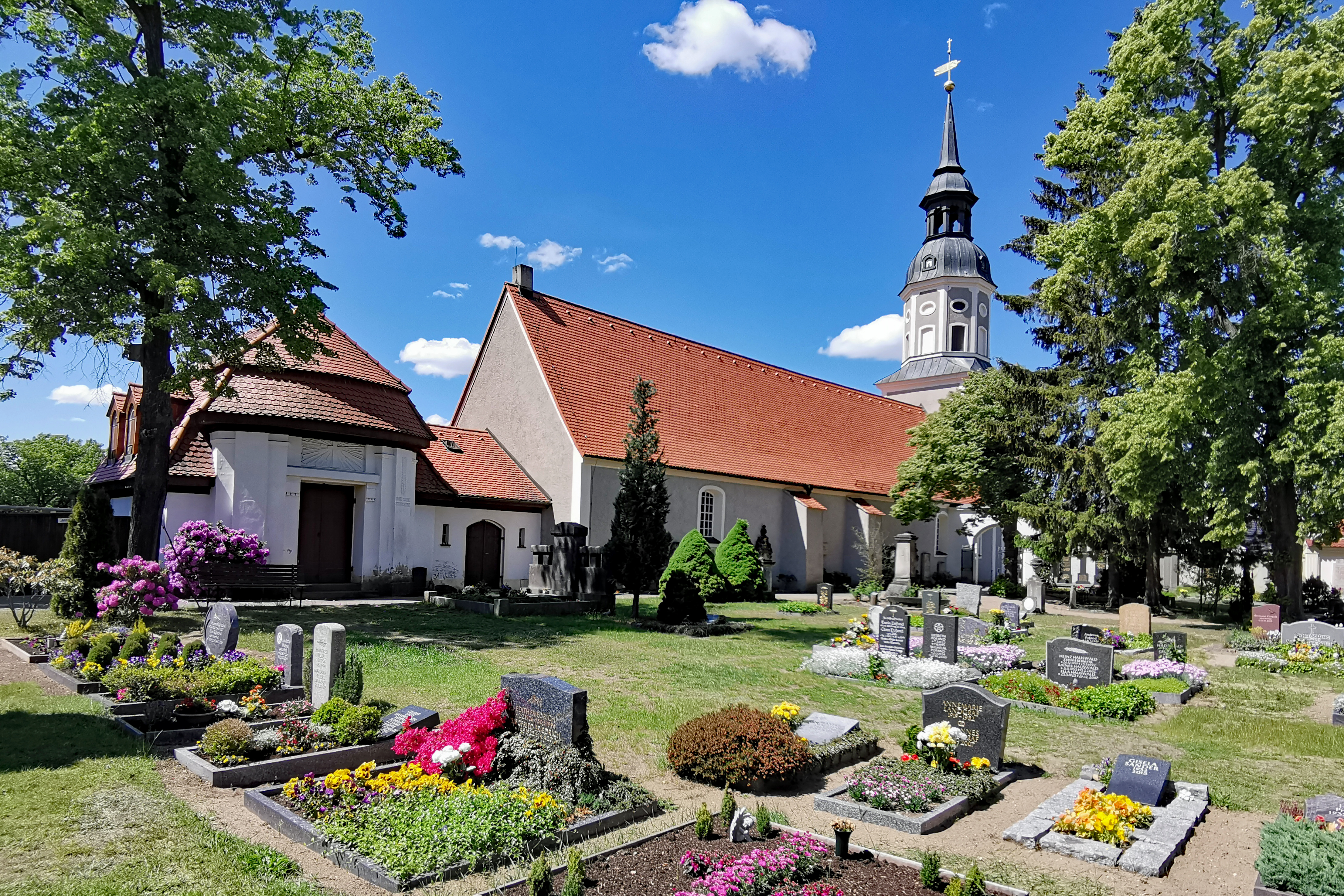
Hospitalkirche mit Friedhof und Friedhofskapelle

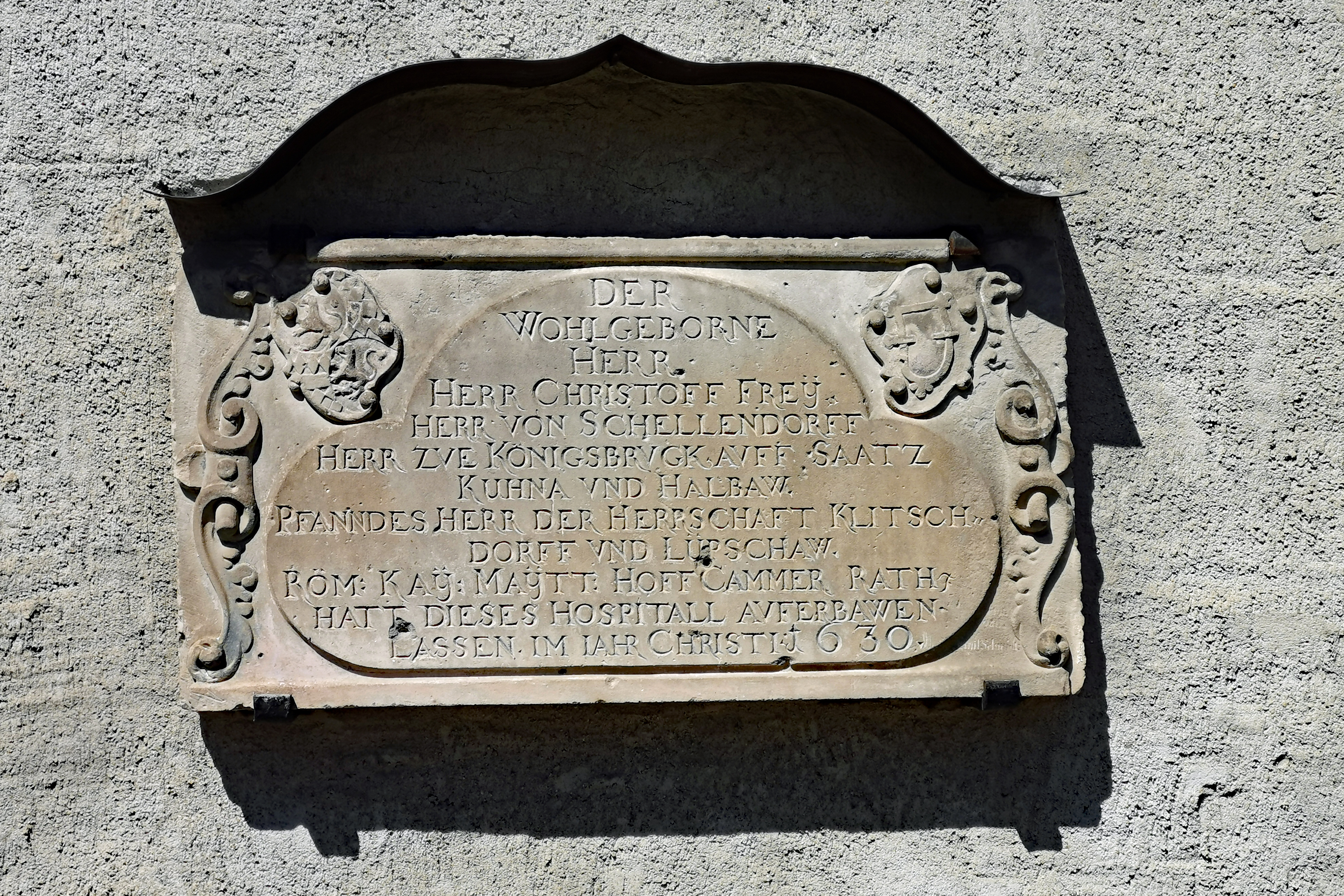
Gedenktafel auf dem Hospitalkirchhof zur Errichtung eines Hospitals im Jahre 1630

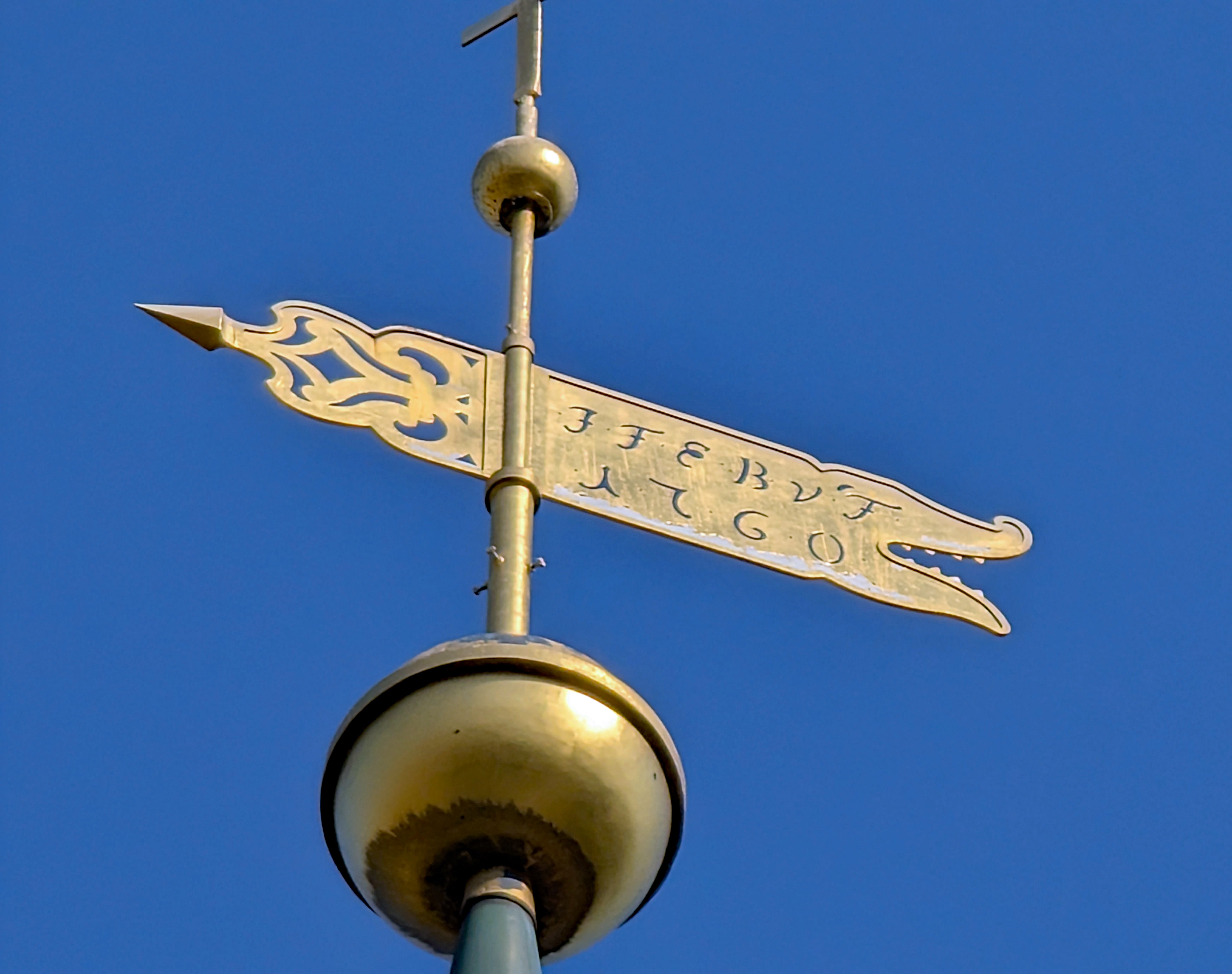
Wetterfahne

Die evangelisch-lutherische Hospitalkirche ist die älteste Kirche der Stadt Königsbrück in Sachsen. Sie wurde 1578–1579 als Begräbniskirche errichtet. Nach dem Abbruch der beim Stadtbrand 1681 stark beschädigten Hauptkirche wurde die Hospitalkirche für den Gottesdienst erweitert. Eine gründliche Erneuerung erfuhr die Kirche 1728 durch den damaligen Standesherren Heinrich Friedrich von Friesen. Die von Oskar Menzel entworfene Friedhofskapelle mit Mansarddach und monumentaler Portalarchitektur an der Ostseite der Hospitalkirche stammt aus den Jahren 1905–1906.

## Geschichte
Die Kirche hat ihren heutigen Namen von dem 1630 unter dem Standesherren Christoph von Schellendorff errichteten Hospital auf dem damaligen Pestfriedhof, der auf dem Gelände des heutigen Friedhofs lag, aber wohl durch eine Mauer abgeteilt war. Der Hospitalstifter war der älteste Sohn aus erster Ehe von Carl Magnus von Schellendorff. Auf dem Pestfriedhof wurden noch bis Mitte des 19. Jahrhunderts Selbstmörder begraben.
1705 wurde für die Hospitalkirche durch die Freifrau Johanna Margaretha von Schellendorff ein eigener Pfarrer eingestellt und entsprechend ordiniert: Christian Salomo Liscovius (1670–1727). Dagegen protestierte der damalige Oberpfarrer der Hauptkirche, daraufhin verließ Liscovius 1713 Königsbrück wieder. Anschließend wurde ein Katechet eingestellt, dessen Amt 1717 mit dem Rektorat verbunden wurde. Ein zweiter Katechet oder Hospitalprediger wurde 1725 gleichzeitig als Mädchenlehrer angestellt. 1825 verband man dann die zweite Katechetenstelle mit dem Diakonat und 1857 auch die erste Hospitalpredigerstelle.
1889 entfernte man die alten Leichengedenkkästen aus der Hospitalkirche. Im letzten Viertel des 19. Jahrhunderts verkaufte man auch viele kunstvolle, aus Sandstein bestehende Grabsteine des Kirchhofs zur weiteren Verwendung.

## Baubeschreibung
Das Bauwerk ist eine niedrige, langgestreckt rechteckige Saalkirche mit geradem Ostschluss. Innen hat es eine einfache Bretterdecke mit großen im Segmentbogen gebildeten Kehlen. Auf der Südseite wird die Kehle von vier Stichkappen zu den oberen Fenstern durchdrungen. Auf der Nordseite findet sich eine Empore, die um den Altar herum führt und auf der Südseite bis zum zweiten Fenster reicht. In Höhe der Empore ist an der Westseite ein Teil zu einer großen Betstube mit vier hohen Fenstern abgetrennt, die vermutlich um 1780 entstand. Über den Fenstern der Betstube findet sich unter der Decke ein farbiges Wappen der Freiherren von Friesen, links und rechts daneben gibt es Rokoko-Ornamente. Unter der großen Betstube gibt es im Erdgeschoss seitlich vom Mittelgang je eine kleine Betstube mit je drei Fenstern. Empore, obere Betstube und Gestühl schmückt ein mit grauer Farbe aufgemaltes Rankenwerk. Eine Sanierung und Restaurierung des Innenraums erfolgte zuletzt seit 2021.

Innenansicht
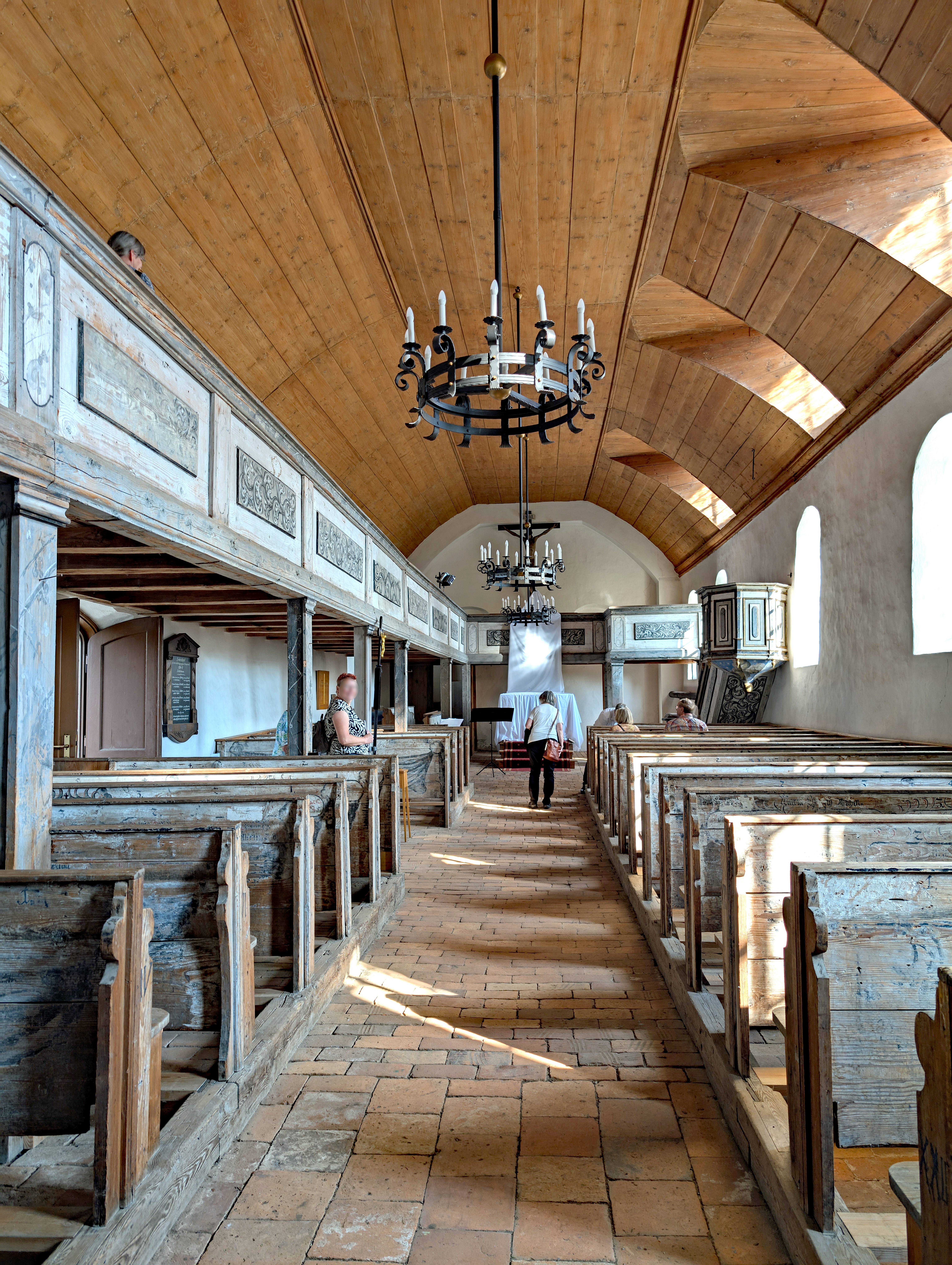
Blick Richtung Altar (noch verhängt)
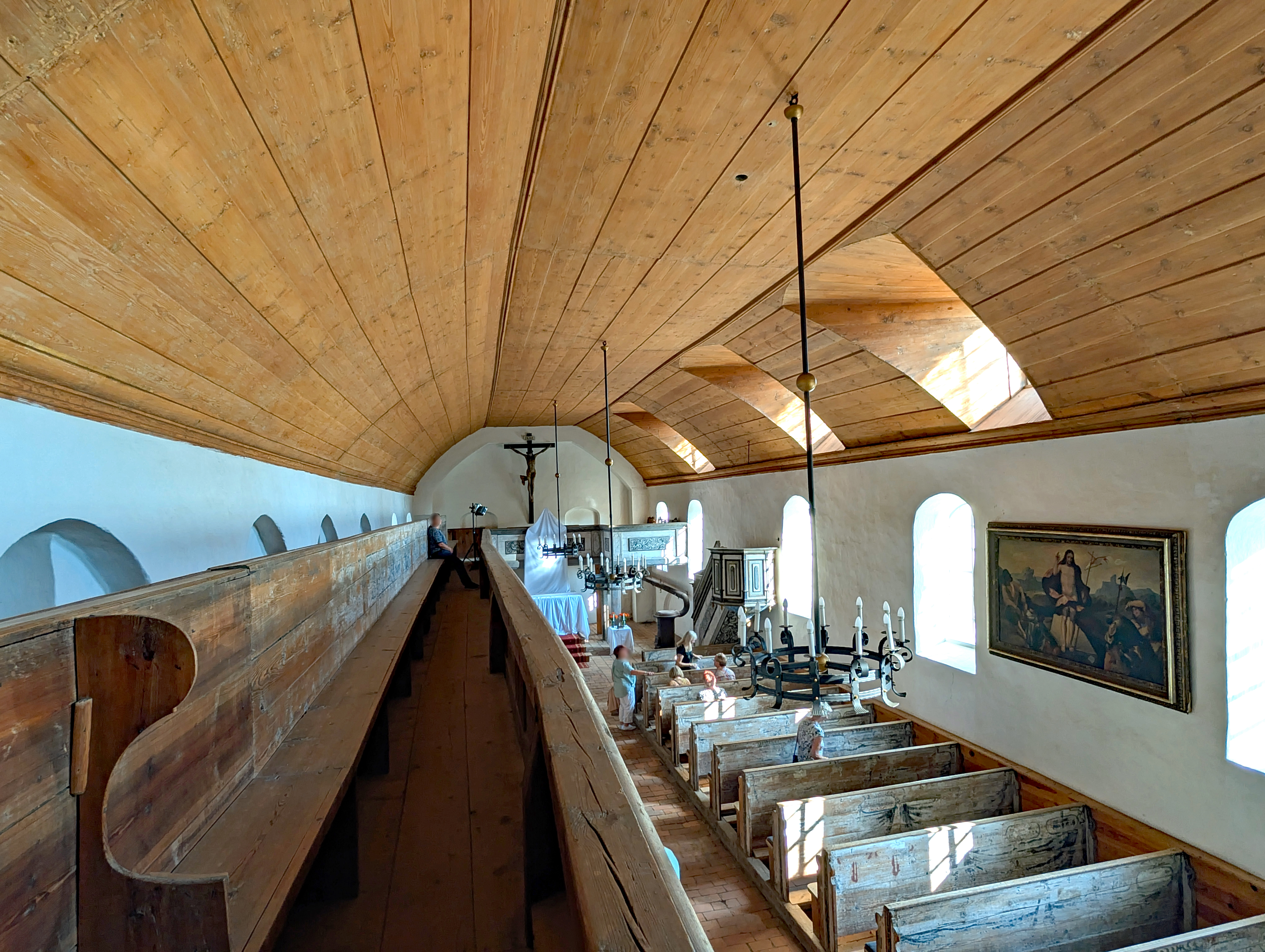
Blick von der Empore auf der Nordseite
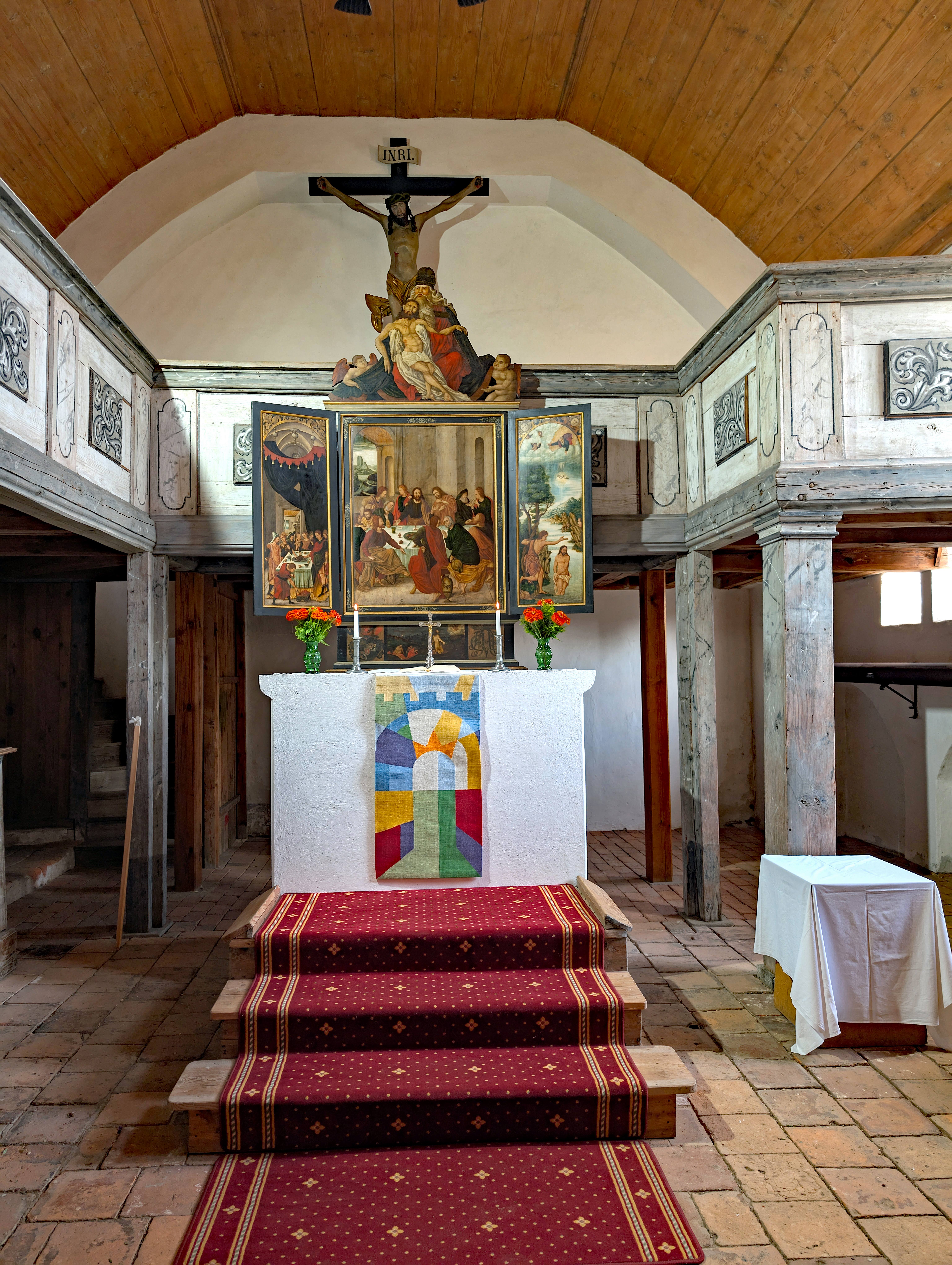
Altar mit umlaufender Empore
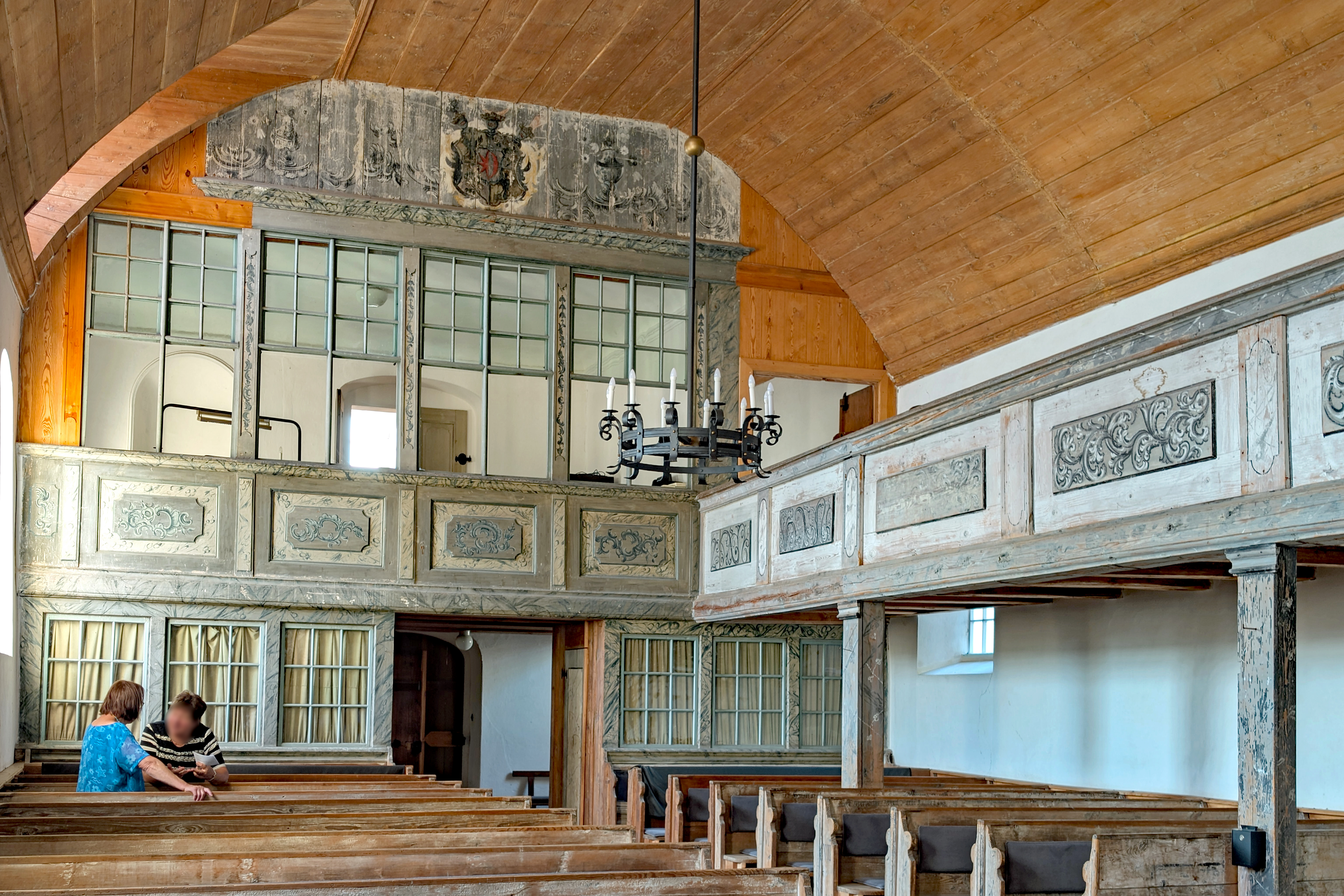
Blick zu den Betstuben am Westende mit farbigem Wappen

Von außen ist die Kirche schlicht gestaltet mit einem einfachen Satteldach. Auf der Nordseite haben die Fenster Korbbögen. Die Tore stammen vermutlich noch vom ältesten Bau. Der Turm von 1756 geht im oberen Teil von einem quadratischen in einen achteckigen Querschnitt über. Er hat eine Haube mit durchbrochener Laterne. Die Wetterfahne in Drachenmaulform trägt die Bezeichnung J F E B v F 1760 und bezieht sich auf den damaligen Standesherren Johann Friedrich Ernst Baron von Friesen. Er war der erste der Adelsfamilie Friesen, der aus der Line Rötha kam, an welche die Standesherrschaft nach einem Vergleich 1756 abgetreten werden musste. Nach einem Blitzschlag 1889 erneuerte man das Turmdach. Die Kirche besaß nie eine Glocke.

## Ausstattung
Das Triptychon des Flügelaltars wurde schon 1575, also vor der Fertigstellung der Kirche, vom Kamenzer Andreas Dreßler (1530–1604) gemalt. Dreßler gilt als der erste bedeutende nachreformatorische Kirchenausstatter in der Oberlausitz. Das Hauptbild ist etwa 1 m breit und 1,2 m hoch und stellt das Abendmahl Jesu dar. Das Monogramm des Künstlers zeigt eine auffällige Ähnlichkeit mit dem von Albrecht Dürer. Auf dem linken Flügel ist das Passahmahl dargestellt, und auf dem rechten Flügel die Taufe Jesu im Jordan mit Gott-Vater und drei Engelsköpfen in den Wolken. Die Rückseiten der Flügel sind schwarz mit grauer Marmorierung.

Flügelaltar
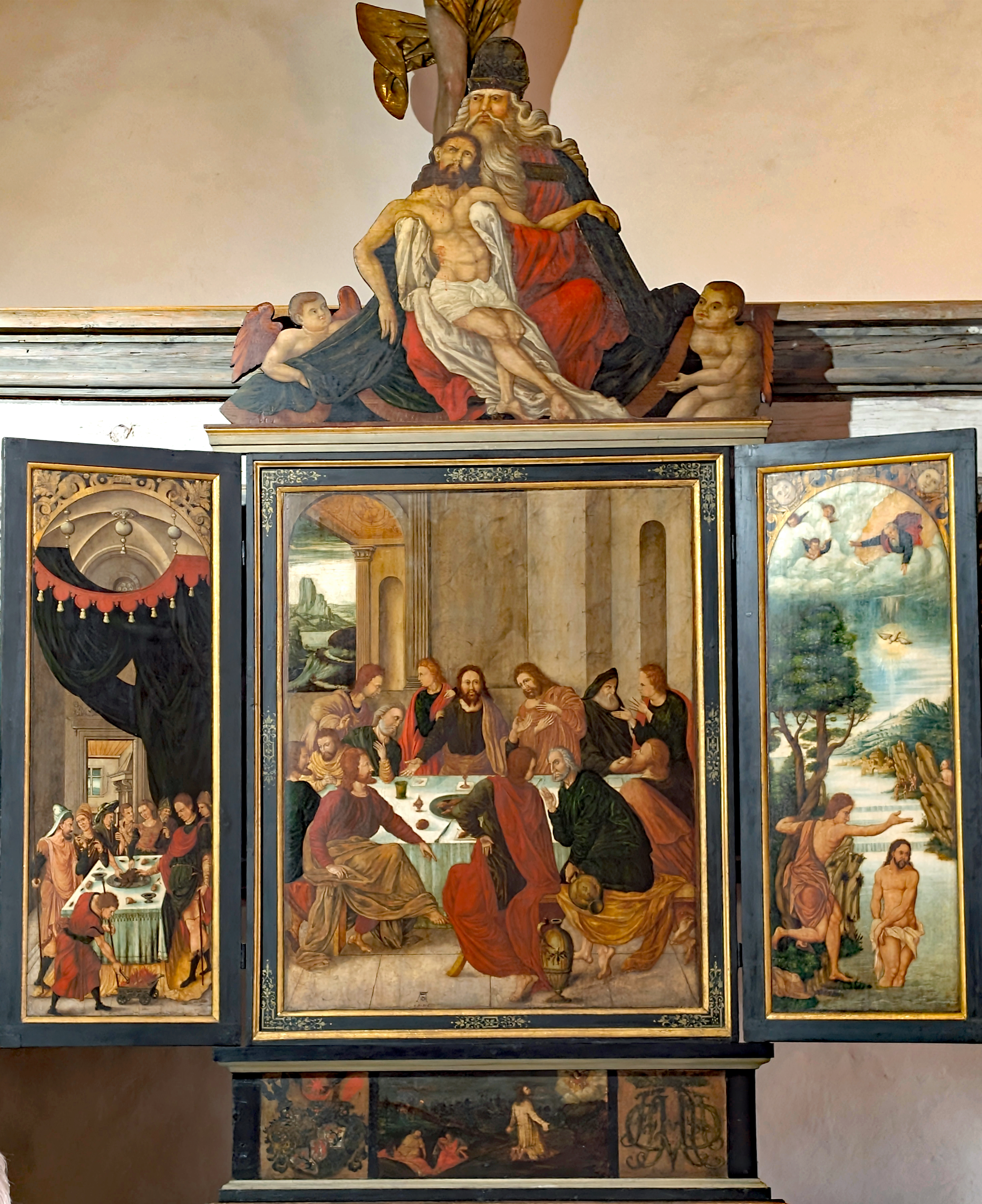
Gesamtansicht nach Reinigung 2024
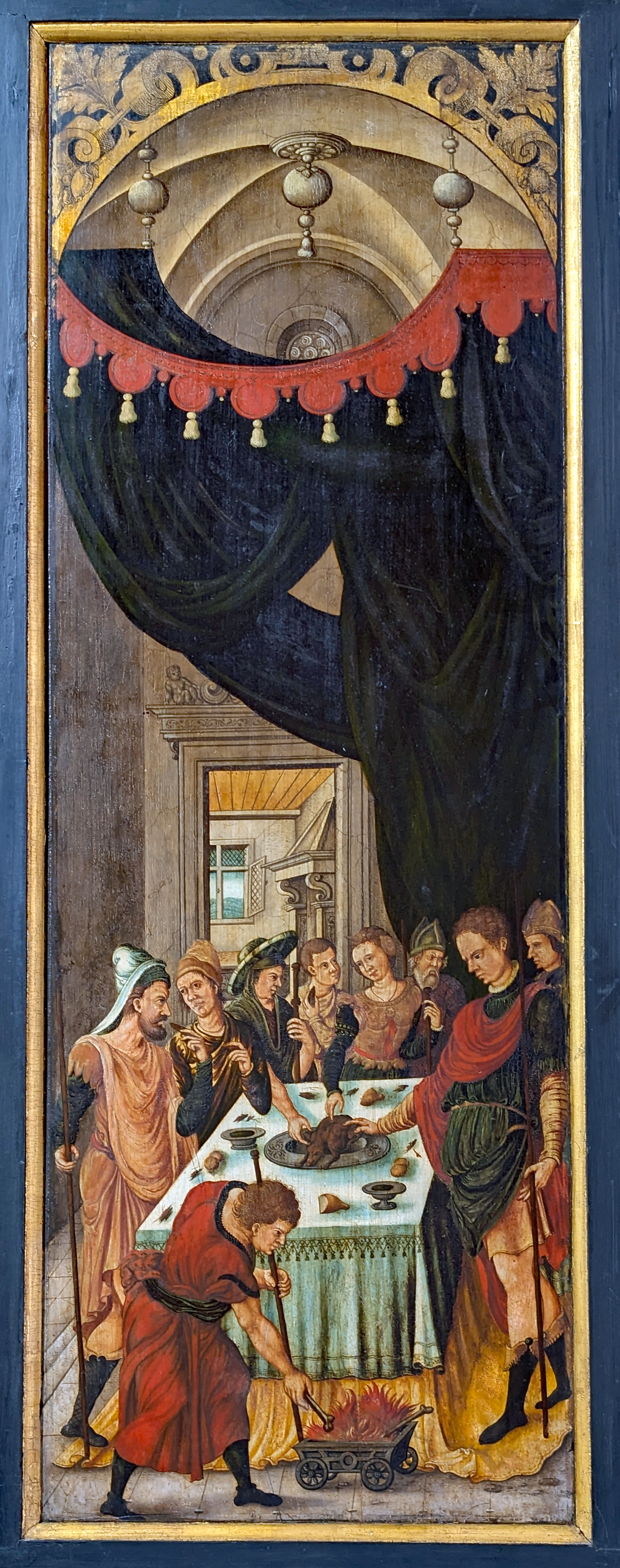
Linker Flügel
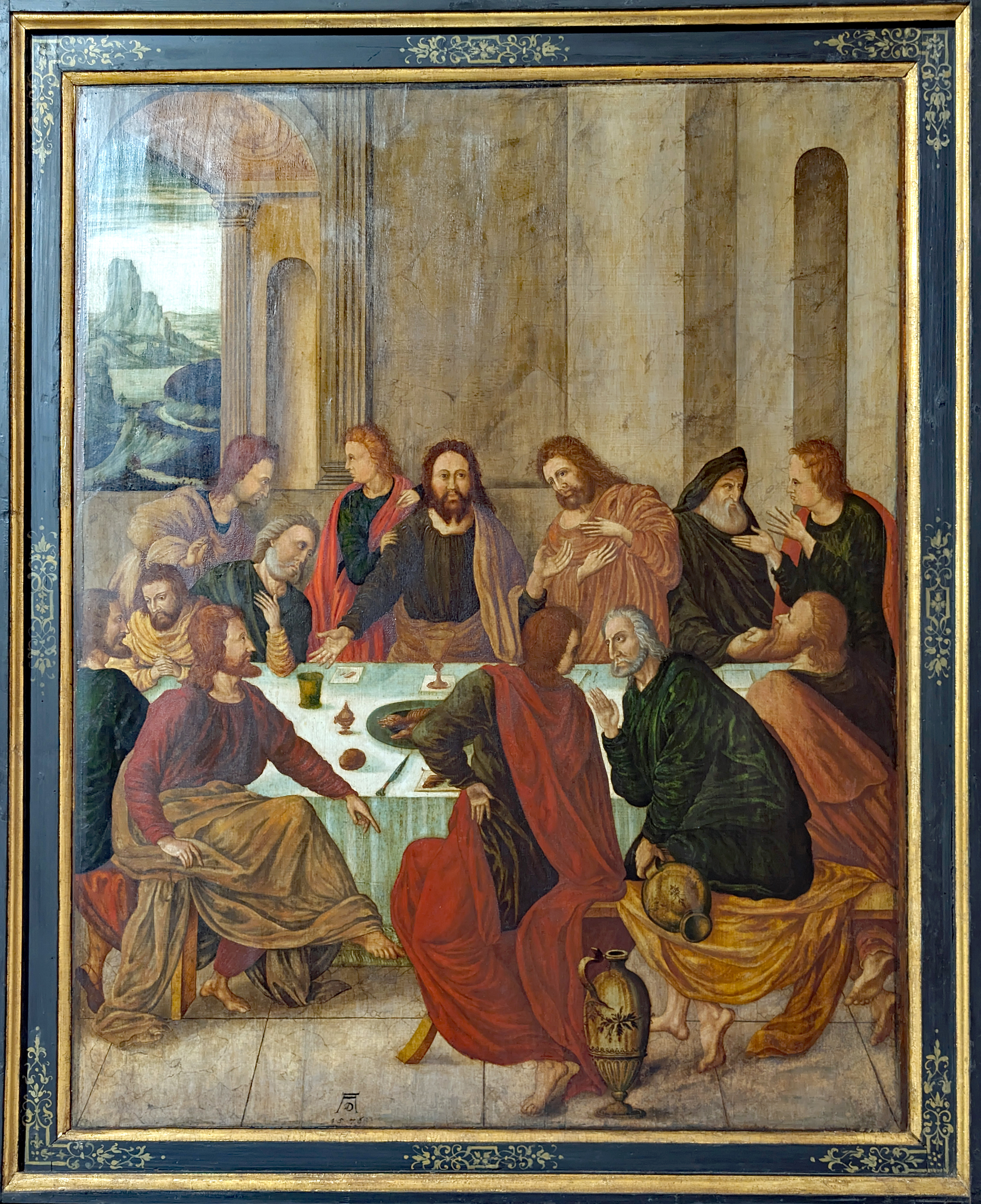
Hauptbild Abendmahl
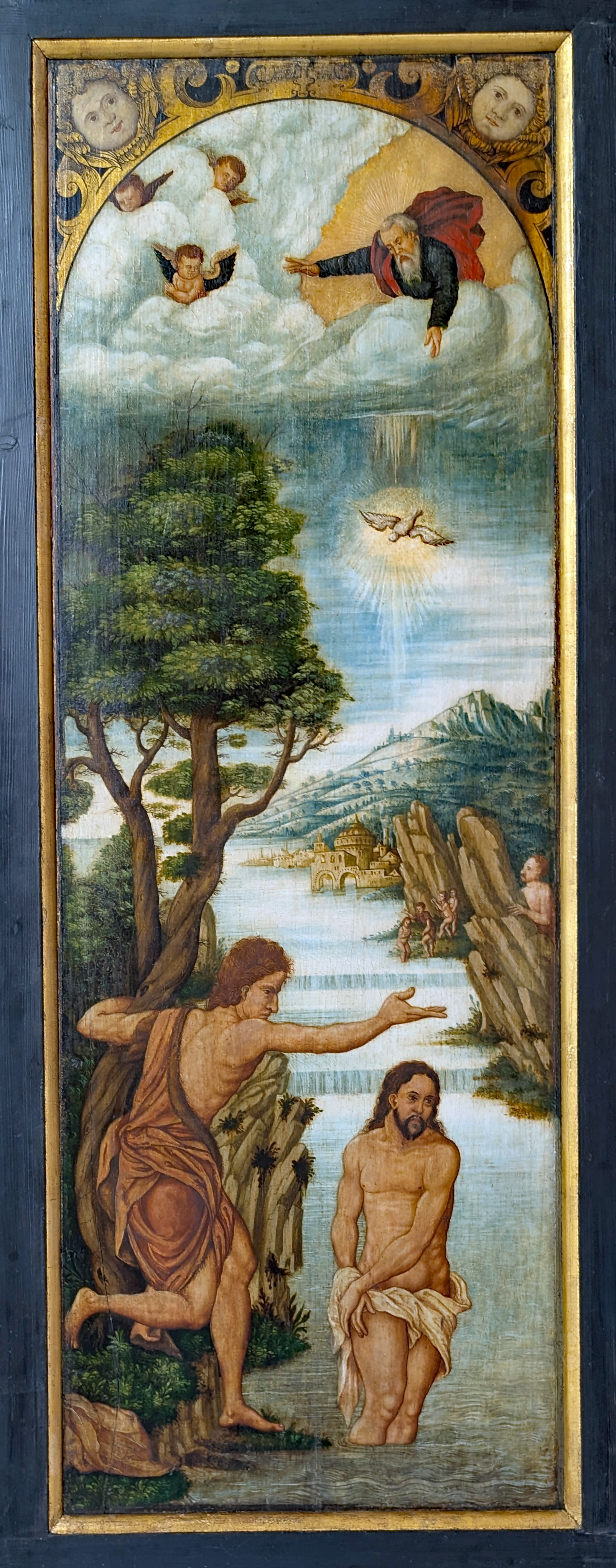
Rechter Flügel
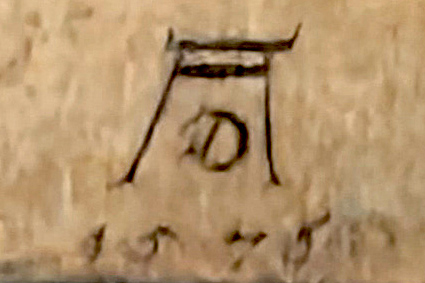
Monogramm von Andreas Dreßler 1575 mit Ähnlichkeit zu Dürer
Zum Vergleich: Monogramm von Albrecht Dürer 1498

Der Altar ist bekrönt mit einem Bild von Gott-Vater, der den vom Kreuz abgenommenen Sohn im Arm hält, seitlich je ein Kindengel mit dem Leichentuch. Auf der Predella findet sich mittig ein Ölbild auf Holz, das Christus am Ölberg zeigt. An der linken Seite befindet sich das Stammwappen der von Friesen in Silber gespalten: rechts am Spalt die Hälfte eines achtstrahligen roten Sternes, links ein rechtshin geöffneter roter Halbmond. Umgeben wird das Stammwappen von zwei zum gräfliche Wappen gehörenden drei (1, 2) roten Rosen an grünblättrigen Stielen, ebenfalls auf Silber (Wappen der aus Thüringen stammenden von Friesen). Auf der rechten Seite der Predella befindet sich ein Spiegelmonogramm H. F. G. v. F. (Heinrich Friedrich Graf von Friesen), offensichtlich aus der Zeit der gründlichen Erneuerung der Hospitalkirche um 1728. Nach einer Reinigung und Restaurierung 2024 erfolgte im selben  Jahr die Wiederindienstnahme.

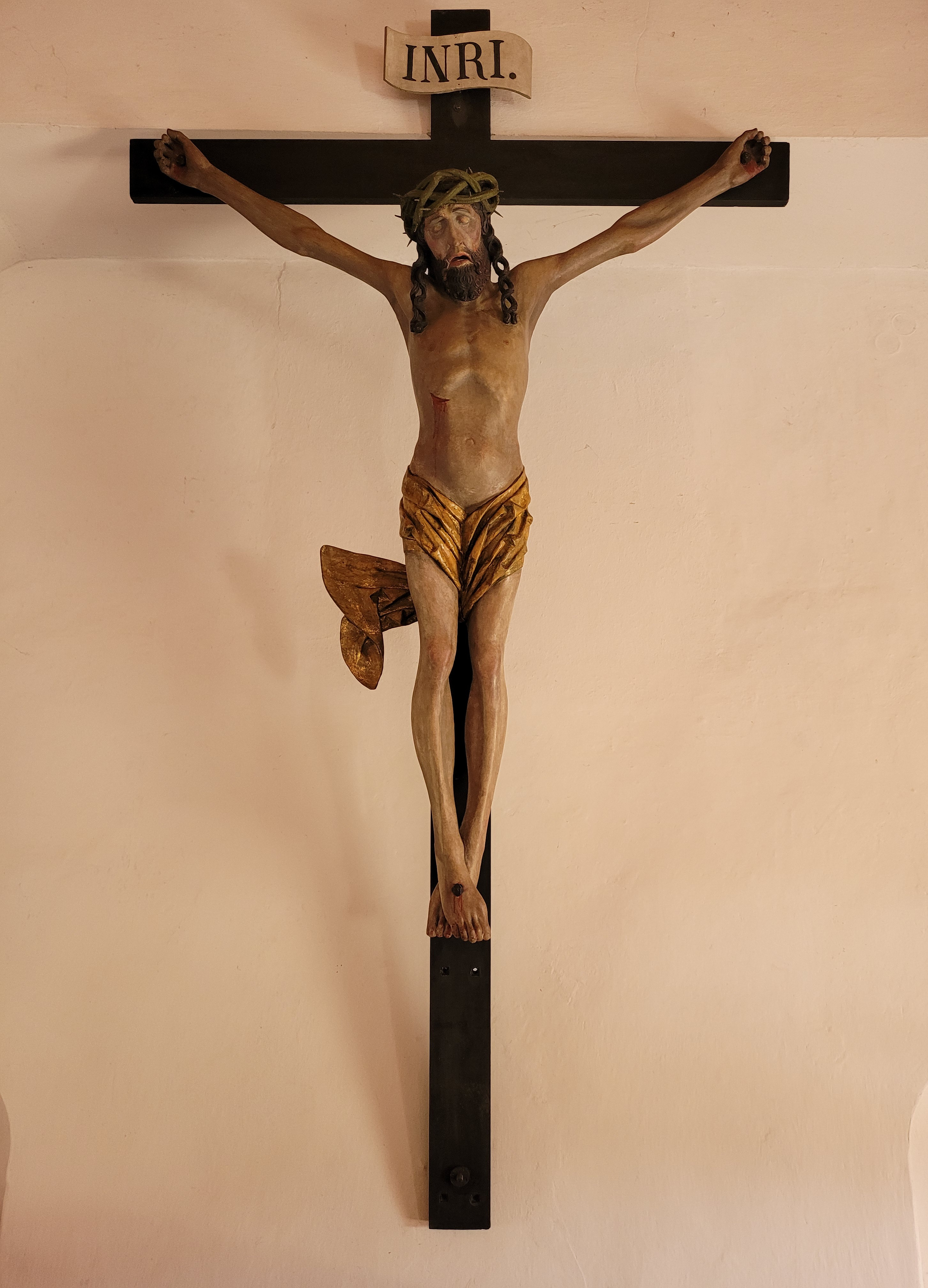
Spätgotisches Kruzifix aus dem 16. Jh.

Auf der Altarempore befindet sich ein hölzernes Kruzifix aus dem Anfang des 16. Jahrhunderts. Die achteckige Kanzel aus Holz entstand um 1680. Am derzeit fehlenden Schalldeckel (Stand 2024) befand sich eine Taube. Der Taufstein aus Sandstein ist 0,78 m hoch und hat eine schlanke Kelchform. Er ist vermutlich bei der Errichtung der Kirche angeschafft worden. Die um 1819 vom damaligen Standesherren Peter Carl Wilhelm von Hohenthal geschenkte Orgel ist wohl nicht mehr vorhanden.

## Friedhof
Der Hospitalkirchhof oder auch „Friedhof vor dem Tore“ war einer von ehemals drei Friedhöfen in Königsbrück und ist heute der Stadtfriedhof. Viele Grufthäuser und Denkmaler stehen unter Denkmalschutz.
Das älteste Grufthaus ist das Königsche: ein schlichtes Gebäude mit einem Zeltdach und quadratischem Grundriss von 5,7 m Kantenlänge, welches aus dem 17. Jahrhundert stammt. Es wurde errichtet für den Laußnitzer kurfürstlichen Wildmeister und Oberförster Johann Christoph König und seine Ehefrau Anna Maria geborene Glaßwald.
Zu den unter Denkmalschutz stehenden Gräbern zählt unter anderen auch das Wandgrabmal der in Laußnitz verstorbenen Konzertmeisterin Constance Rose Franke geborene Wedgwood (1846–1903), einer Cousine von Charles Darwins Sohn Horace und Urenkelin des Begründers der bekannten Keramikfirma Josiah Wedgwood & Sons Ltd.

Friedhof
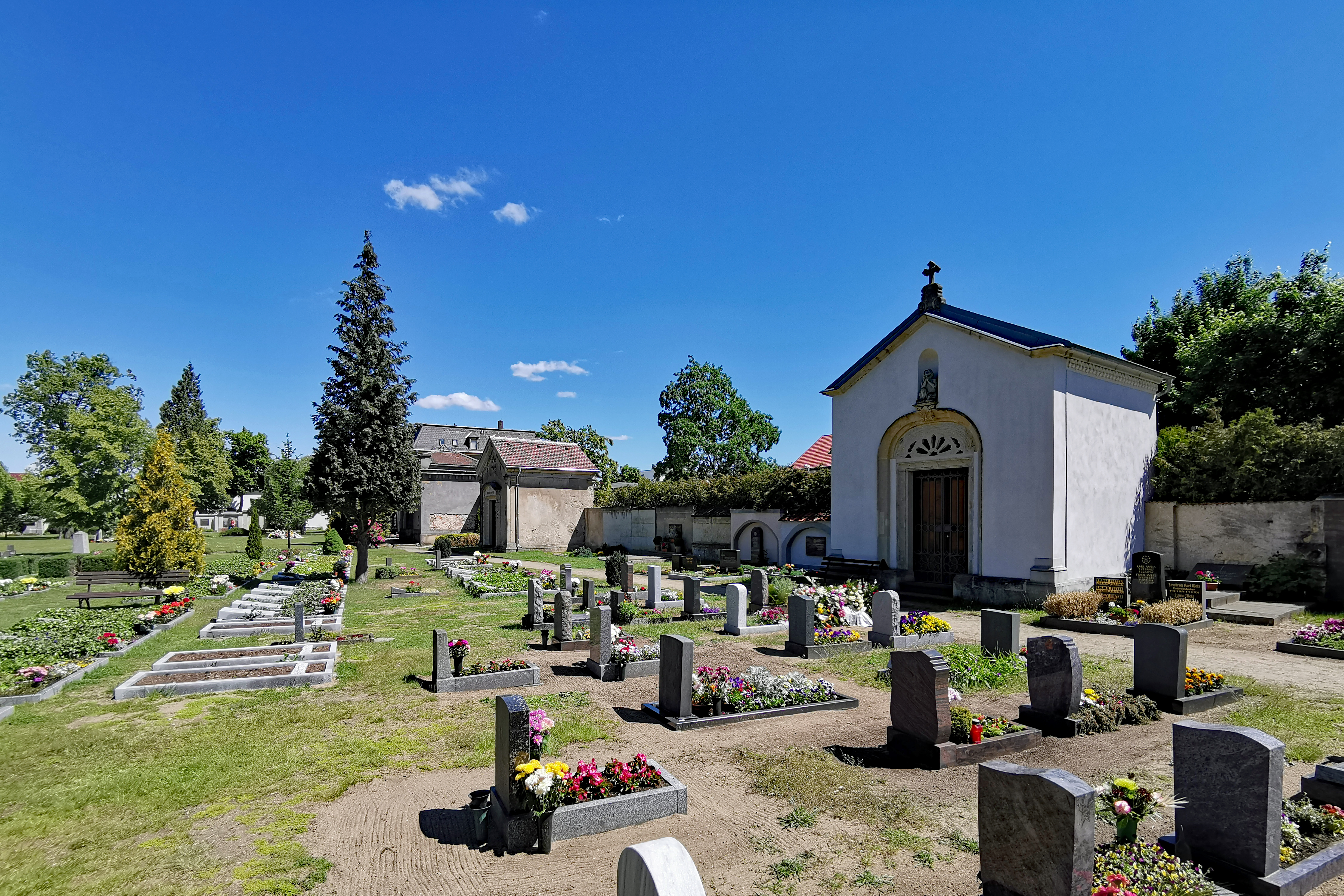
Friedhof mit Grufthäusern an der Ostmauer
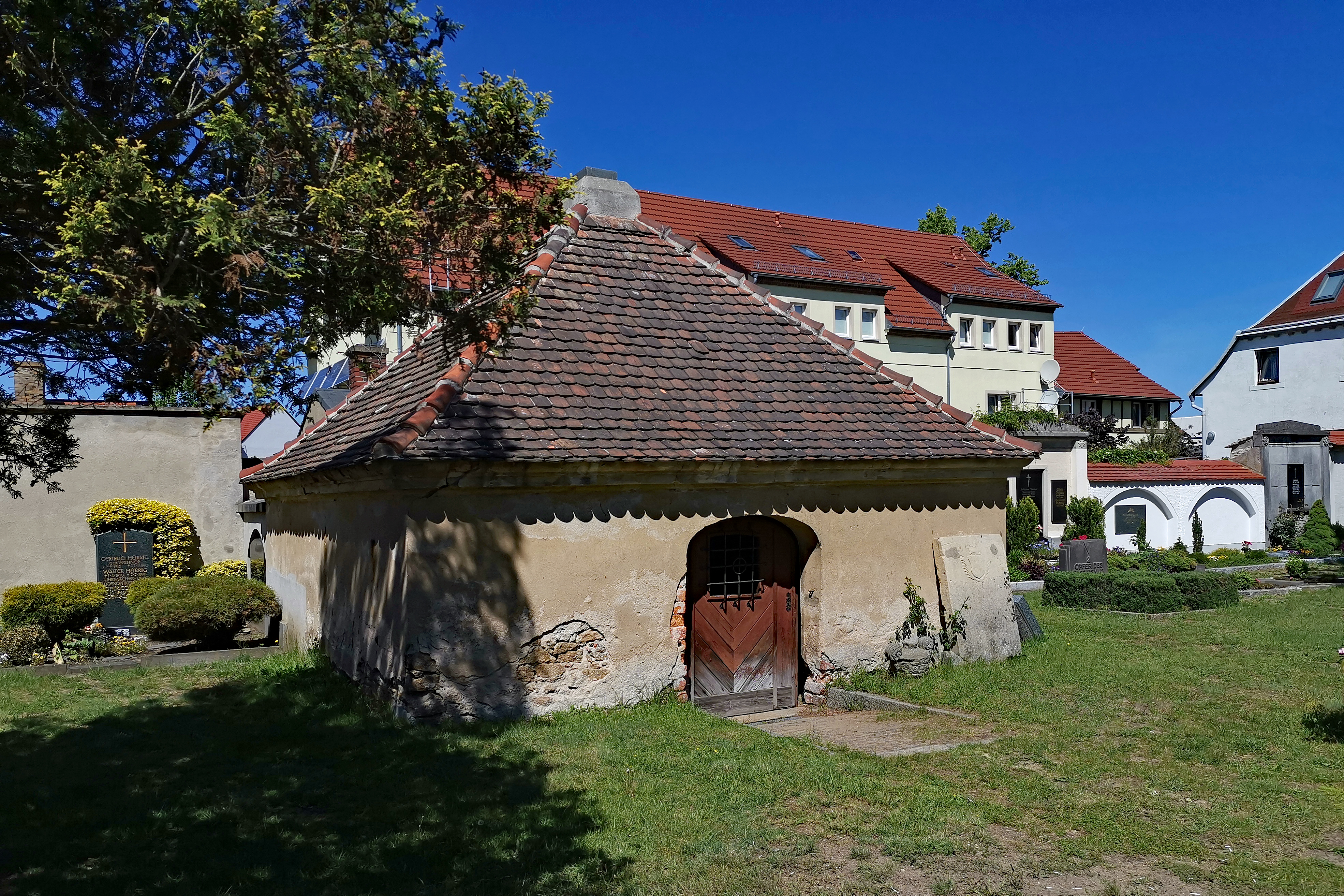
Grufthaus König aus dem 17. Jh., heute Geräteschuppen
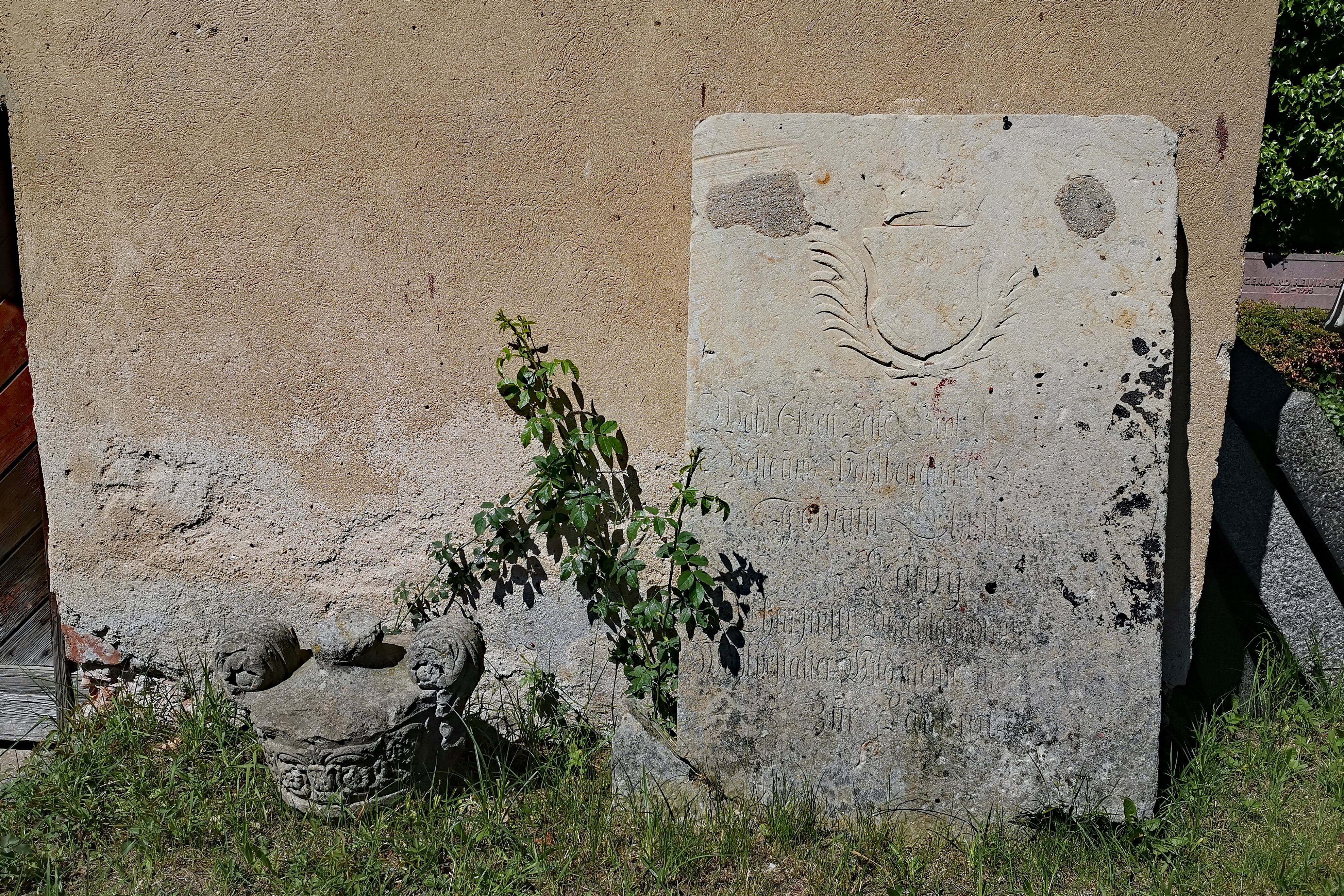
Grabplatte für Johann Christoph König am Grufthaus König
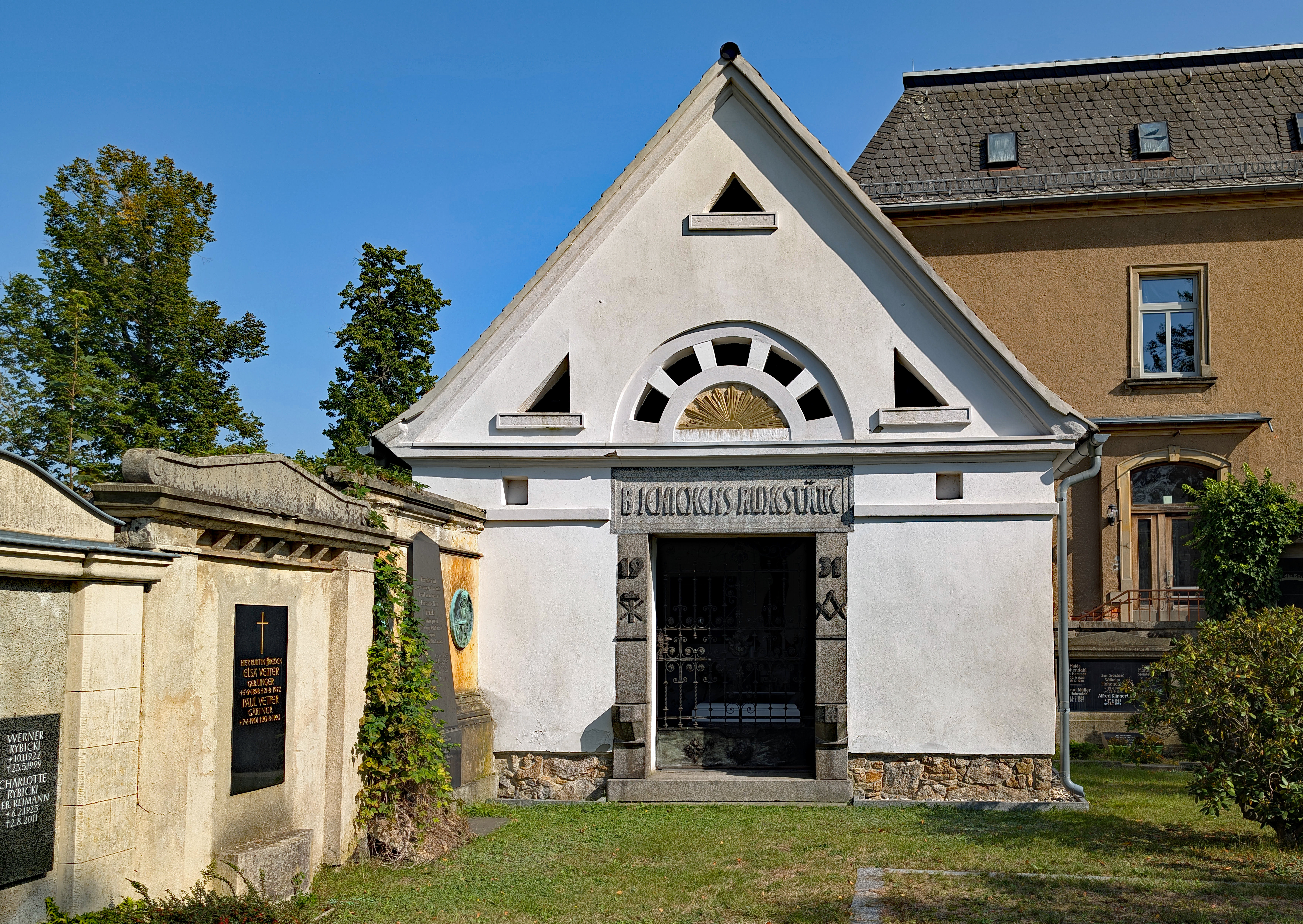
Klassizistisches Webersches Grufthaus um 1840, seit 1931 Jenichen
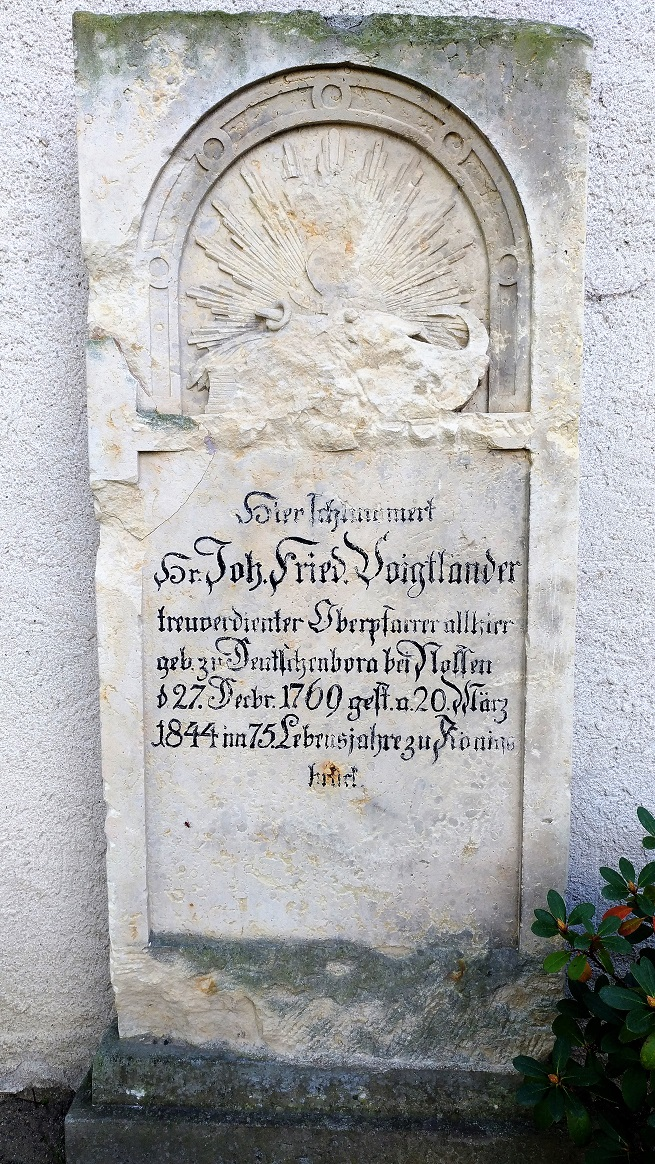
Gedenkstein für Johann Friedrich Voigtländer von 1844
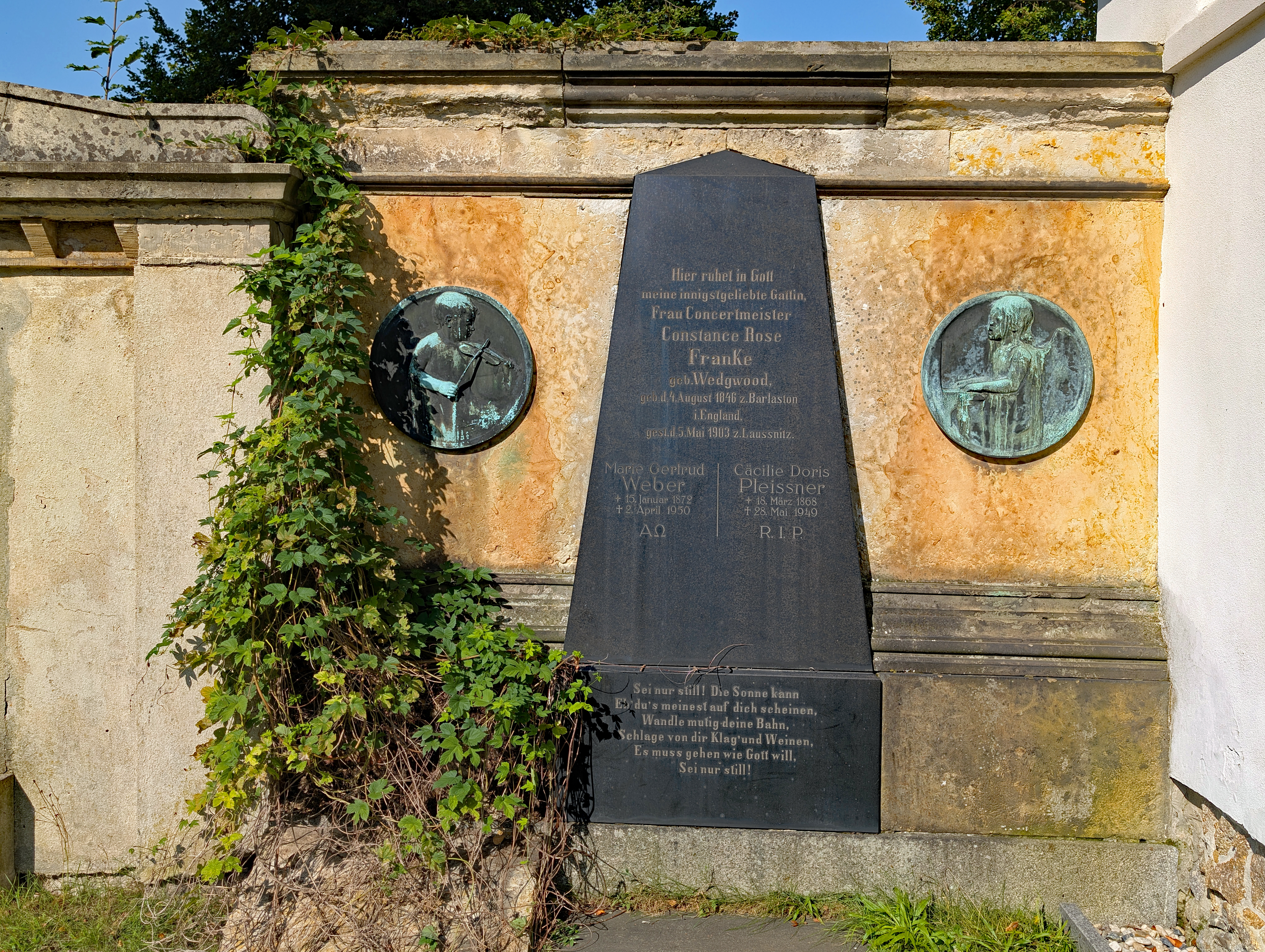
Wandgrabmal von Rose Franke geborene Wedgwood von 1903
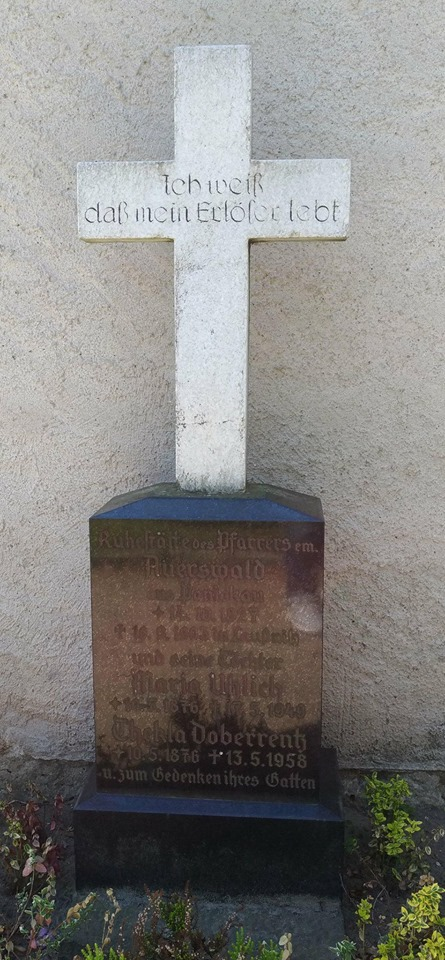
Gedenkstein für Oscar Theodor Auerswald von 1903
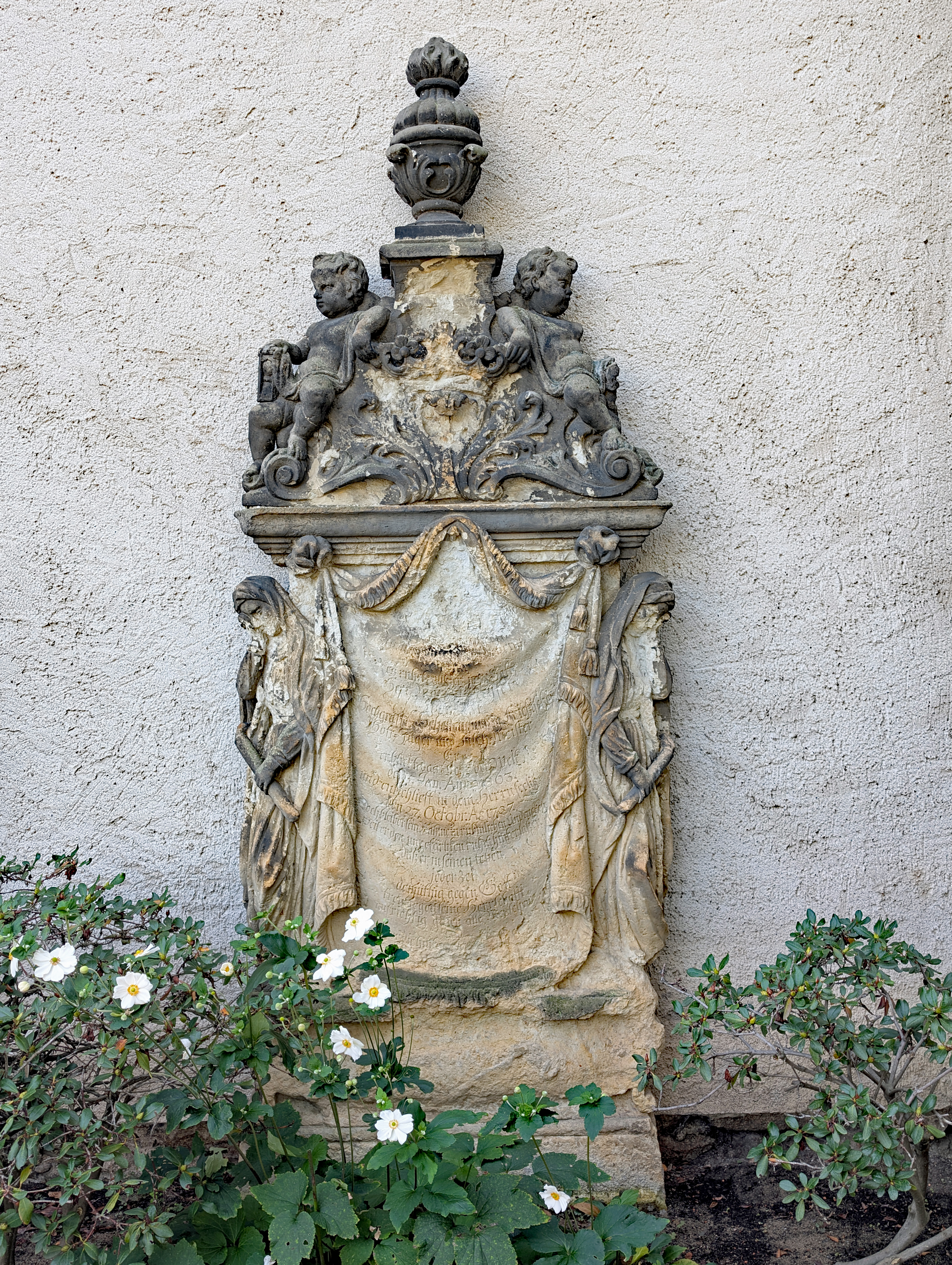
Grabmal für Martin Keyser von 1727